# Campionati europei di atletica leggera indoor 1984
I XV campionati europei di atletica leggera indoor si sono svolti a Göteborg, in Svezia, presso lo Scandinavium, dal 3 al 4 marzo 1984.

## Paesi partecipanti
- Austria (4)
- Belgio (4)
- Bulgaria (10)
- Cecoslovacchia (22)
- Cipro (2)
- Danimarca (1)
- Finlandia (7)
- Francia (15)
- Germania Est (3)

- Germania Ovest (26)
- Grecia (3)
- Islanda (2)
- Italia (22)
- Jugoslavia (5)
- Lussemburgo (1)
- Norvegia (12)
- Paesi Bassi (4)
- Polonia (22)

- Regno Unito (10)
- Romania (6)
- Spagna (11)
- Svezia (23)
- Svizzera (5)
- Turchia (3)
- Ungheria (2)
- Unione Sovietica (15)

## Risultati

### Uomini
| Specialità | Oro                 | Prestazione | Argento            | Prestazione | Bronzo             | Prestazione |
| Corse piane |                     |             |                    |             |                    |             |
| 60 metri | Christian Haas      | 6"68        | Antonio Ullo       | 6"68        | Ronald Desruelles  | 6"69        |
| 200 metri | Aleksandr Yevgenyev | 20"98       | Ade Mafe           | 21"34       | Giovanni Bongiorni | 21"48       |
| 400 metri | Sergey Lovachov     | 46"72       | Roberto Tozzi      | 47"01       | Didier Dubois      | 47"29       |
| 800 metri | Donato Sabia        | 1'48"05     | André Lavie        | 1'48"35     | Phil Norgate       | 1'48"39     |
| 1.500 metri | Peter Wirz          | 3'41"35     | Riccardo Materazzi | 3'41"57     | Thomas Wessinghage | 3'41"75     |
| 3.000 metri | Lubomír Tesáček     | 7'53"16     | Markus Ryffel      | 7'53"61     | Karl Fleschen      | 7'54"45     |
| Corse a ostacoli |                     |             |                    |             |                    |             |
| 60 metri ostacoli | Romuald Giegiel     | 7"62        | György Bakos       | 7"75        | Jiří Hudec         | 7"77        |
| Salti |                     |             |                    |             |                    |             |
| Salto in alto | Dietmar Mögenburg   | 2,33 m      | Carlo Thränhardt   | 2,30 m      | Roland Dalhäuser   | 2,30 m      |
| Salto con l'asta | Thierry Vigneron    | 5,85 m      | Pierre Quinon      | 5,75 m      | Aleksandr Krupskiy | 5,60 m      |
| Salto in lungo | Jan Leitner         | 7,96 m      | Mathias Koch       | 7,91 m      | Robert Ėmmijan     | 7,89 m      |
| Salto triplo | Grigorij Emec       | 17,33 m     | Vlastimil Mařinec  | 17,16 m     | Béla Bakosi        | 17,15 m     |
| Lanci |                     |             |                    |             |                    |             |
| Getto del peso | Jānis Bojārs        | 20,84 m     | Werner Günthör     | 20,33 m     | Alessandro Andrei  | 20,32 m     |
| record mondiale; record mondiale stagionale; record europeo; record europeo stagionale; record dei campionati; record nazionale; record personale; record personale stagionale. |                     |             |                    |             |                    |             |

### Donne
| Specialità | Oro                   | Prestazione | Argento                | Prestazione | Bronzo              | Prestazione |
| Corse piane |                       |             |                        |             |                     |             |
| 60 metri | Beverly Kinch         | 7"16        | Anelia Nuneva          | 7"23        | Nelli Cooman        | 7"23        |
| 200 metri | Jarmila Kratochvílová | 23"02       | Marie-Christine Cazier | 23"68       | Olga Antonova       | 23"80       |
| 400 metri | Taťána Kocembová      | 49"97       | Erica Rossi            | 52"37       | Rositsa Stamenova   | 52"41       |
| 800 metri | Milena Matejkovičová  | 1'59"52     | Doina Melinte          | 1'59"81     | Cristieana Cojocaru | 2'01"24     |
| 1.500 metri | Fiţa Lovin            | 4'10"03     | Elly van Hulst         | 4'11"09     | Sandra Gasser       | 4'11"70     |
| 3.000 metri | Brigitte Kraus        | 9'12"07     | Tatyana Pozdnyakova    | 9'15"04     | Ivana Kleinová      | 9'15"71     |
| Corse a ostacoli |                       |             |                        |             |                     |             |
| 60 metri ostacoli | Lucyna Kałek          | 7"96        | Vera Akimova           | 7"99        | Yordanka Donkova    | 8"09        |
| Salti |                       |             |                        |             |                     |             |
| Salto in alto | Ulrike Meyfarth       | 1,95 m      | Maryse Ewanjé-Epée     | 1,95 m      | Danuta Bułkowska    | 1,95 m      |
| Salto in lungo | Sue Hearnshaw         | 6,70 m      | Eva Murková            | 6,55 m      | Stefania Lazzaroni  | 6,08 m      |
| Lanci |                       |             |                        |             |                     |             |
| Getto del peso | Helena Fibingerová    | 20,34 m     | Claudia Losch          | 20,23 m     | Heidi Krieger       | 20,18 m     |
| record mondiale; record mondiale stagionale; record europeo; record europeo stagionale; record dei campionati; record nazionale; record personale; record personale stagionale. |                       |             |                        |             |                     |             |

## Medagliere
Legenda
     Paese ospitante
| Posizione | Paese            | Oro | Argento | Bronzo | Totale |
| --------- | ---------------- | --- | ------- | ------ | ------ |
| 1         | Cecoslovacchia   | 6   | 2       | 2      | 10     |
| 2         | Unione Sovietica | 4   | 2       | 3      | 9      |
| 3         | Germania Ovest   | 4   | 2       | 2      | 8      |
| 4         | Regno Unito      | 2   | 1       | 1      | 4      |
| 5         | Polonia          | 2   | 0       | 1      | 3      |
| 6         | Italia           | 1   | 4       | 3      | 8      |
| 7         | Francia          | 1   | 4       | 1      | 6      |
| 8         | Svizzera         | 1   | 2       | 1      | 4      |
| 9         | Romania          | 1   | 1       | 1      | 3      |
| 10        | Bulgaria         | 0   | 1       | 2      | 3      |
| 11        | Germania Est     | 0   | 1       | 1      | 2      |
| 11        | Ungheria         | 0   | 1       | 1      | 2      |
| 11        | Paesi Bassi      | 0   | 1       | 1      | 2      |
| 14        | Belgio           | 0   | 0       | 1      | 1      |
| Totale    | Totale           | 22  | 22      | 22     | 66     |